# 福地鶏
福地鶏（ふくじどり）は、福井県で生産されている鶏の品種。福井県唯一の地鶏。

## 概要
福井県畜産試験場で開発された品種で、ロードアイランドレッド種を育成した「ウエミチレッド」の雄と、岡崎おうはんの雌を交配して作られる一代交配種（F1）。卵は赤玉卵で黄身が大きく白身の弾力性に富む。肉は濃厚なうまみとしっかりとした歯ごたえがあるのが特長。平飼により育成される。
2014年（平成26年）に開発を開始し、2017年（平成29年）に卵の供給、2018年（平成30年）に肉の゙供給が始まった。「福地鶏推進協議会」が普及に努めている。